# جام حذفی فوتبال لوکزامبورگ
 جام حذفی فوتبال لوکزامبورگ  (به لوکزامبورگی: Coupe de Luxembourg) مسابقاتی است که به صورت حذفی در کشور لوکزامبورگ از سال ۱۹۲۲ تاکنون برگزار می‌شود. این لیگ از ۷۴ تیم که از سراسر کشور لوکزامبورگ در آن شرکت می‌کنند برگزار می‌شود.
باشگاه فوتبال اف‌ای رد بویز دیفردانژبا ۱۵ قهرمانی پرافتخارترین تیم این سری مسابقات به حساب می‌آید.

## پرافتخارترین باشگاه‌ها
| باشگاه                  | قهرمانی |
| ----------------------- | ------- |
| اف‌ای رد بویز دیفردانژ   | ۱۵      |
| Jeunesse Esch           | ۱۲      |
| یونیون لوکزامبورگ       | ۱۰      |
| سی‌ای اسپورتا لوکزامبورگ | ۸       |
| آونیر بژن               | ۷       |